# POLD1
Katalitička podjedinica DNK polimeraze delta je enzim koji je kod ljudi kodiran POLD1 genom. Ona je komponenta kompleksa DNK polimeraza delta.
POLD1, zajedno sa enzimom POLE, je asocirana sa višestrukim adenomom.